# Fremona
Fremona (en tigriña: ፍሬሞና, fəremona)  fue un pueblo situado en la actual región de Tigray, en el norte de Etiopía. Era la base de los misioneros católicos en ese país durante los siglos XVI y XVII. Algunos autores como Bernhard Lindahl identifican Fremona con el asentamiento actual de Endiet Nebersh, situado a 10 km de Adua.

## Historia
Fremona se llamó con anterioridad "Maigoga" (mai, en tigriña "agua," y guagua, "ruidosa") a causa de dos riachuelos que atravesaban la población. El origen del nombre es incierto aunque es antiguo y aparece en las inscripciones de Aksum. En 1577 el obispo Andrés de Oviedo murió en esta población y su tumba se convirtió en un santuario para los católicos de la región. 
Fue este el lugar al que se retiraron los sacerdotes católicos, obispo y patriarca durante su exilio una vez que el Emperador Fasilides rechazó el catolicismo y restauró el estatus oficial de las creencias tradicionales en la Iglesia Ortodoxa Etíope en 1634. En aquel momento, según Jerónimo Lobo la población tenía unos 400 habitantes.
Después de que los misioneros católicos jesuitas fueran desterrados de Etiopía en 1636, Fremona fue finalmente abandonada, aunque se desconocen los detalles. El historiador de Etiopía Richard Pankhurst cita un documento fiscal de 1697 que menciona Fremona por su antiguo nombre de Maigoga. El egiptólogo Henry Salt viajó por la zona en la década de 1800 y declaró que no encontró a nadie que reconociera el nombre del lugar.